# Кирпиљски лиман
Кирпиљски лиман (рус. Кирпильский лиман) плитка је ујезерена површина лиманског порекла уз источну обалу Азовског мора, на југозападу европског дела Руске Федерације. Административно припада Краснодарској покрајини, односно њеном Приморско-ахтарском општинском рејону.
Површина лимана је 61 км2, а максимална дубина не прелази 1,8 метара. Припада Ахтарско-гривенској групи Кубањских лимана. Главни извор свеже воде у лиману је река Кирпили, а са Азовским морем је повезан преко суседног Ахтарског лимана. Условно је подељен на два дела, на Велики и Мали Кирпиљски лиман. Максимална дужина је око 19 км, а ширина до 5 км. 